# You’ve Never Been This Far Before
You’ve Never Been This Far Before ist ein von dem US-amerikanischen Country-Sänger Conway Twitty geschriebenes Lied, das er im Juli 1973 als zweite Single und als Titeltrack des gleichnamigen Albums veröffentlichte. Die von Owen Bradley produzierte Ballade war Twittys 13. Nummer eins in den Country-Charts. Die Single blieb im September 1973 drei Wochen lang auf Platz eins und verbrachte insgesamt 16 Wochen in den Charts. You’ve Never Been This Far Before war Twittys einziger Song, der auch die Top 40 der Billboard Hot 100 erreichte, wo er auf Platz 22 landete. Darüber hinaus war er auch Twittys einzige Platzierung in den Easy Listening-Charts von Billboard.
Das Lied war zum Zeitpunkt seiner Veröffentlichung umstritten und wurde von mehreren Radiosendern verboten, da es aufgrund sexueller Anspielungen im Text als zu riskant angesehen wurde.
Leicht abgewandelt erschien unwesentlich später auch eine weibliche Version mit dem Titel I’ve Never Been This Far Before. Aufgenommen von Rita Remington erreichte diese Fassung aber nur Platz 99 in den Country-Charts. Die kanadische Country-Sängerin Carroll Baker veröffentlichte ihrerseits eine Version von I’ve Never Been This Far Before und erreichte damit im Mai 1975 Platz eins der kanadischen Country-Charts. Weitere männliche Country-Versionen existieren von Cal Smith (1974) oder Billy "Crash" Craddock (1975). Hinzu kommen R&B-Cover von Brook Benton oder Bobby Bland.
Jahrzehnte später würdigte der Rolling Stone Twittys Original in seiner Liste der 25 Hottest Country Songs About Sex.